# Sanguisorba takahashihideoi
Sanguisorba takahashihideoi är en rosväxtart som beskrevs av Naohiro Naruhashi. Sanguisorba takahashihideoi ingår i släktet storpimpineller, och familjen rosväxter. Inga underarter finns listade i Catalogue of Life.